# Грошово-кредитний мультиплікатор
Грошо́во-креди́тний мультипліка́тор — це величина множника (коефіцієнта), на яку збільшується кількість грошей в обігу в результаті операцій на монетарному ринку: M = 1/r
Іншими словами грошово-кредитний мультиплікатор — це економічний коефіцієнт, рівний відношенню грошової маси до грошової бази і демонструє теоретично можливий ступінь зростання грошової маси за рахунок кредитно-депозитних банківських операцій.
Цей механізм спрощено виглядає так.

Наприклад, якщо банк, що одержав депозити (внески), повинен мати обов'язкові резерви, рівні 10% від суми депозитів, то 90% отриманої готівки він може витрачати на позички. Якщо клієнти, що одержали позички, використовують отримані гроші для оплати своїх боргів або покупки товарів, то ці гроші перейдуть у руки інших осіб, що збільшать свої внески в банках. Банки, у свою чергу, утримавши 10% у вигляді резервів витрачають отримані кошти на нові активи, що приносять прибуток.
Таким чином, хоча кожний банк дав у борг тільки 90% грошей, отриманих від клієнтів, усі банки, зрештою, розширили свої позички на суму, що у 9 разів перевищує суму вихідного депозиту і додали до своїх резервів 10% від отриманої суми депозиту.
Процес грошового мультиплікатора або депозитної експансії не мав би меж зростання грошової маси, якби не було об'єктивних і суб'єктивних обмежень його зростання.

## Об'єктивні обмеження
- вимоги до банків дотримувати у своїй діяльності принцип ліквідності, тобто необхідності скорочення розмірів позичок, що видаються за рахунок збереження частини одержуваних депозитів як ліквідні резерви;
- рівень вилучення депозитних коштів у готівку, тобто схильність суб'єктів економічно підтримувати визначений рівень коштів у вигляді готівки.

## Суб'єктивні обмеження
Грошово-кредитна політика уряду, одним з інструментів якої є розмір обов'язкових резервів, необхідних для дотримання ліквідності банківської системи і розміру облікової процентної ставки.